# 奶奶 (歌曲)
〈奶奶〉是台灣歌手魏如萱的歌曲，收錄在她的第7張錄音室專輯《HAVE A NICE DAY》中，由魏如萱、林以樂、錢威良和韓立康創作，並由韓立康、陳建騏和黃少雍製作，於2021年5月6日由何樂音樂作專輯第3隻單曲釋出。

## 創作與錄製過程

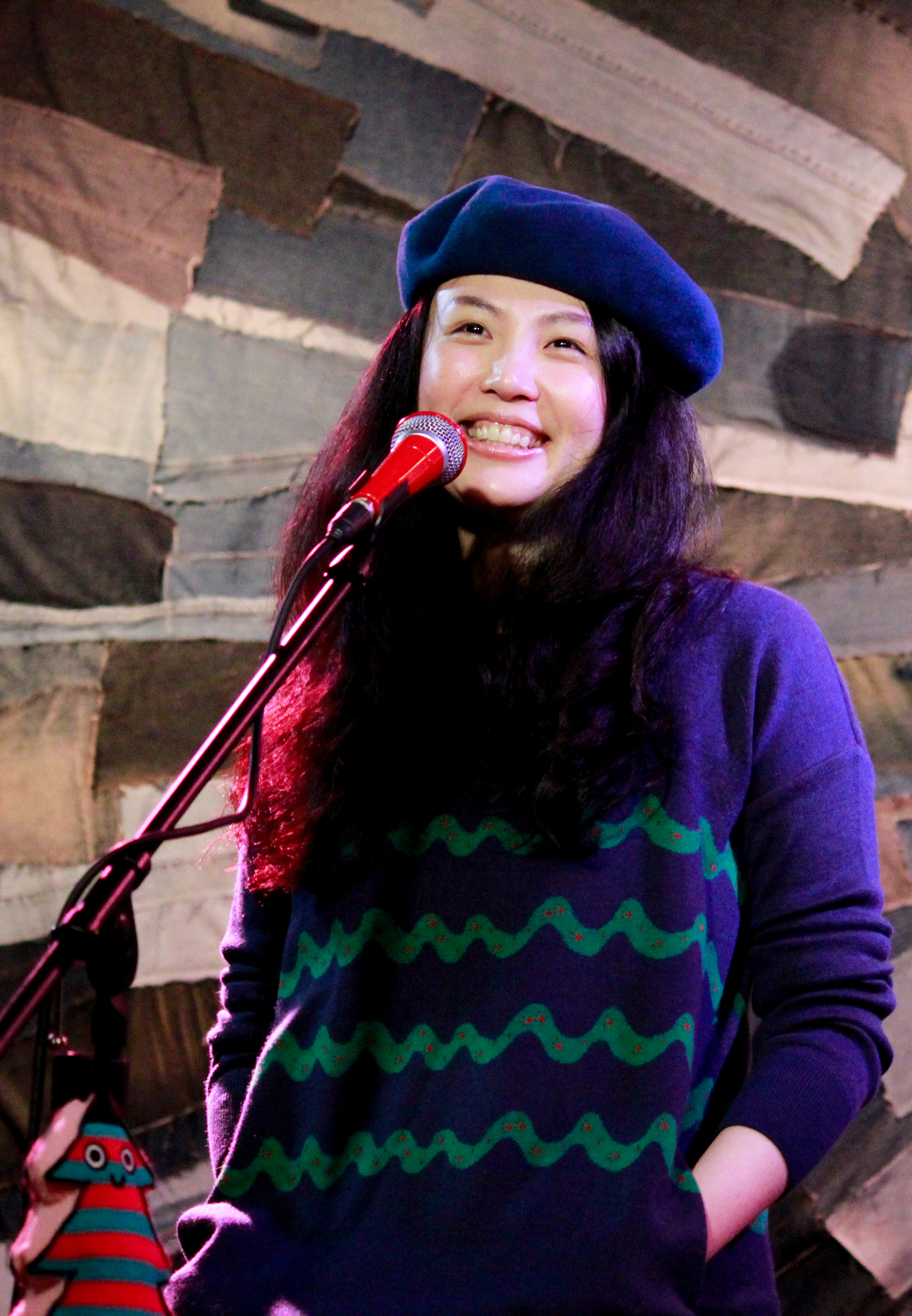
魏如萱參與創作〈奶奶〉

魏如萱與台灣索尼音樂的合約到期，轉而加盟何樂音樂後於2021年釋出首張作品《HAVE A NICE DAY》。上張專輯《藏着並不等於遺忘》為魏如萱拿下金曲獎最佳國語女歌手，她覺得獲獎後「压力释放了一些，以前做专辑好像是为了证明些什么，也怕唱得太多、太夸张会被骂，或被嫌弃唱得很奇怪」，於是決定下張專輯「可以更勇敢做自己」。這張華語流行唱片涵蓋夢幻流行、澀谷系、嘻哈、獨立搖滾和爵士。《Verse》的黃銘彰認為《HAVE A NICE DAY》的歌詞比《藏着並不等於遺忘》「在看待人生的態度更顯豁達，同時也多了幾分為母後的剛強」。

## 參與名單
名單來自《HAVE A NICE DAY》內頁說明。

### 錄製地點
- BB Road Studio、112F Studio、白金錄音室、Lights up Studio、安森工作室錄製
- Purring Sound Studio混音

### 人員
- 魏如萱  –  主唱、詞曲創作、和聲
- 莊奴  –  詞曲創作
- 鄧雨賢  –  詞曲創作
- 岡野貞一（日语：岡野貞一）  –  詞曲創作
- MONBUSHOU SHOUKA  –  詞曲創作
- 林以樂  –  詞曲創作、日語翻譯協力
- 韓立康  –  詞曲創作、製作、配唱製作、電吉他、尼龍吉他、鋼琴、和聲編寫、錄音
- 錢威良  –  詞曲創作、鋼琴、管弦樂編寫
- 陳建騏  –  製作
- 黃少雍  –  製作
- 羅文裕  –  客語翻譯協力
- 陳弘禮  –  電貝斯
- 賴聖文  –  鼓
- 高  –  豎笛
- 張喻涵  –  巴松管
- 梁益彰  –  木笛
- 曜爆甘音樂工作室  –  弦樂
- 蔡曜宇  –  第一小提琴
- 朱弈寧  –  第二小提琴
- 甘威鵬  –  中提琴
- 劉涵  –  大提琴
- 梁丹郡  –  和聲編寫
- 魏奶奶  –  和聲
- 葉育軒  –  錄音
- 錢煒安  –  錄音
- 蔡周翰  –  錄音
- 潘堯泓  –  錄音
- 趙宇晨  –  製作助理
- 黃文萱  –  混音